# Кам'янсько-Дніпровська міська територіальна громада
Кам'янсько-Дніпровська міська територіальна громада — об'єднана територіальна громада в Україні, у Василівському районі Запорізької області. Адміністративний центр — місто Кам'янка-Дніпровська.
Площа громади — 436,90 км², населення — 20 504 мешканці (2020).
Утворена 19 травня 2017 року шляхом об'єднання Кам'янсько-Дніпровської міської ради та Великознам'янської сільської ради Кам'янсько-Дніпровського району.

## Населені пункти
До складу громади входять 1 місто (Кам'янка-Дніпровська) і 2 села: Велика Знам'янка та Новоолексіївка.